# Bakauke
Bakauke (ばかうけ) là món ăn nhẹ của Nhật Bản. Đây là một loại senbei (bánh gạo) mỏng hình quả chuối được thêm vào nhiều hương vị khác nhau. Món này do Kuriyama Beika (栗山米菓) tỉnh Niigata chế biến. Từ bakauke trong phương ngữ Niigata của tiếng Nhật thông tục có nghĩa là "được đón nhận cực kỳ nồng nhiệt". Nhân vật xuất hiện trên gói sản phẩm tên là Borin và Barin nghĩa là bạn trai và bạn gái.